# Claudio Gonzaga (?-1586)

Stemma dei Gonzaga, 1433

Claudio Gonzaga (Borgoforte, ... – Pozzuoli, 22 agosto 1586) è stato un religioso italiano.

## Biografia
Era figlio di Luigi I Gonzaga, dei "Gonzaga di Palazzolo" e di Elisabetta Lampugnani.
Fu inviato a Roma durante il pontificato di papa Pio IV venendo eletto protonotario apostolico. Papa Pio V lo inviò come ambasciatore alla corte di Filippo II di Spagna per indurlo ad unirsi alla Repubblica di Venezia contro i Turchi e quindi nunzio straordinario presso Don Giovanni d'Austria a Lepanto. Nel 1572 fu eletto cameriere segreto del papa, ricevendo in commenda l'abbazia di Felonica. Nel 1578 papa Gregorio XIII lo nominò Maggiordomo del Sacro Palazzo.
Morì nel 1586 a Pozzuoli e venne sepolto nella chiesa di Santa Maria di Piedigrotta a Napoli.